# Цахурське ханство
Цахурське ханство — цахурська феодальна держава у Дагестані, що утворилася у XIII ст. Була спадкоємницею держави Лакз. Тривалий час намагалася боротися за вплив у південному Дагестані. Згодом намагалася спиратися на потугу сефевідської Персії.

## Історія

### Заснування
Утворилося на місці мешкання албанських племен їкійців, предків сучасних цахурів, кордони розселення яких сягали Вірменії. Вони ще у VII ст. зуміли створили Цахурське князівство, яке перебувало у складі могутньої Кавказької Албанії. Особливо воно посилилося за князя Георгія та його брата Тургая. Навіть поселення Цахур називали містом Георгія. Досі за територією Цахури збереглася грузинська назва «Гергій Магал».
Зберігаючи внутрішню автономію цахурські князі брали участь у всіх політичних подій Албанського царства, зокрема проти Сасанідської Персії, а з VIII ст. — з арабськими загарбниками. після відчутних поразок Кавказької Албанії та її послаблення, Цахур стає центром держави Лакз. В цей час відбувається процес формування цахурського етноса.
У складі військ Лакзу цахурська знать брала участь у подальшій боротьби проти арабів, що намагалися загарбати ці землі. Разом з проникненням сюди проповідників ісламу у X ст. починається налагоджування відносин з мусульманськими державами. У XI ст. ці землі зазнали нападів з боку держави сельджуків.
Після занепаду у XIII ст. держави Лакз починається створення самостійної Цахурської держави. Її володар оголошує себе ханом. Втім Цахурське ханство у 1220-1250-х роках зазнавала численних нападів монголів — спочатку військовиків Чингіз-хана, згодом Золотої орди та Ільханів. Все це суттєво послабило цахурських ханів, а у самій держави посилився вплив вільних громад (джамаатів), магалів, а також беків та інших дрібних феодалів.
У XIV ст. Цахурські хани деякий час союзниками Золотої орди, де тримали свого посла. Цим підтверджувався статус ханства як самостійного політичного об'єднання. Це також допомагало захищати цахурських торгівців у Золотій орді. У 1395–1396 році їх війська виступали на боці хана Тохтамиша проти армії Тамерлана, але разом з іншими дагестанськими державами зазнало нищівної поразки. Міста та аули ханства були сплюндровані. Все це призвело до нового послаблення держави, яка підпала під вплив Газікумухського шамхальства.

### Піднесення
З середини XV ст., спираючись на підтримку Ширвана, цахурські хани вирішили боротися за звільнення з-під влади шамхалів та розширення своїх земель. У цій боротьбі вони стикнулися з амбіціями рутульських беків, що були спочатку союзниками Кара-Коюнлу, потім Османської імперії. У 1432 році Цахур витримав облогу османо-рутульських військ. В подальшому Цахур стає вірним союзником Ак-Коюнлу, згодом держави Узун-Хасана.
З початку XVI ст. цахурські хани остаточно звільняються з під влади шамхалів, водночас вступають у довгостроковий союз з Персією Сефевідів. У 1562 році перетворюється на Ілісуйський султанат, що затверджено фірманом шаха цахурському правителю Аді-Куркул-беку у 1563 році (цахурци визнавали зверхність шаха Персії при збережені внутрішньої незалежності).

## Влада
Спочатку було вільною громадою на чолі із старійшинами. З утворення князівства у складі Кавказької Албанії на його чолі став виборний князь. Процес його обрання не зовсім відомий. З утворення Цахурського ханства традиція обрання володаря зберігалася. В цей час в цьому процесі брали участь знать, духівництво та представники сільських громад. Лише з перетворенням ханства на султанат було започатковано принцип спадковості.

## Релігія
В період існування Цахурського князівства у VII–IX ст. являло собою один із стовпів християнства на Північному Кавказі, ставши першою території Кавказької Албанії, яке прийняло цю віру. Разом з албанцями були монофізитами. Їкійсько-албанська Церква була частиною албанської церкви і відігравала вирішальну роль у житті християнства Кавказької Албанії. Багато для розбудови християнства зробив князь Георгій, який підтримував стосунки із Грузинською церквою.
Незважаючи на наступ з VIII ст. арабів-мусульманів та початку ісламізації, християнська церква зберегла свої позиції у Цахурському ханстві до XVI ст. Тут зводиться базиліка в аулі Кум, що стає перлиною християнської церковної архітектури. У свій час був знаний Лекидський монастир, який деякий час у XV ст. був резиденцією Албанського каталікосу.
Водночас з 1075 року у Цахурі починає діяльність перше медресе на Кавказі, яке незабаром стало загальнодагестанським освітнім закладом для мусульман та проповідників ісламу.
Втративши релігію, цахури втратили і культурну спадщину Кавказької Албанії, писемність, і можливість творити рідною мовою.

## Економіка
Основними галузями були землеробство і скотарство, згодом розповсюдилося садівництво, городництво, тютюнництво[джерело?], шовківництво. Жінки займалися обробкою шкіри, овчини, вовни, прядінням, ткацтвом, виготовленням килимів. З процесом становлення феодальних відносин цахурські хани та місцева знать встановлювали свої податі.
Користуючись вигідним становищем на перетині шляхів з північного Дагестану до Грузії та кордоном з Ширваном займалися активною посередницькою торгівлею. Також відправляли продукти ремісництва до південних сусідніх держав.